# InterPro
InterPro é uma plataforma com acesso a bancos de dados de famílias, domínios e lugares funcionais de proteínas onde as características identificáveis encontradas em proteínas conhecidas podem ser aplicadas a novas sequências de proteínas.
Foi criada em 1999 depois da formação do InterPro Consortium entre o grupo de Swiss-Prot no Instituto Europeu de Bioinformática e o Instituto Suíço de Bioinformática e os membros fundadores dos bancos de dados Pfam, PRINTS, PROSITE e ProDom. Actualmente integra informação dos bancos de dados PROSITE, Pfam, PRINTS, ProDom, SMART, TIGRFAMs, PIRSF, SUPERFAMILY, GENE3D e PANTHER.
O banco de dados está disponível para buscas por texto e baseadas em sequência através de um serviço web, e para descargas por FTP anônimo. Inclui vários formatos de saída como tabelas de texto, documentos XML e gráficos para facilitar a análise de seus resultados. Ao igual que os outros bancos de dados do Instituto Europeu de Bioinformática, se encontra em domínio público.